# Rakonca
Rakonca je povirni pritok potoka Močnik, ki se kot levi pritok pri Brežicah izliva v reko Savo. 